# Your Highness
Your Highness (Deutscher Verweistitel: Your Highness – Schwerter, Joints und scharfe Bräute) ist eine US-amerikanische Fantasy-Komödie.
In Deutschland erschien der Film am 13. Oktober 2011 als Direct-to-DVD-Produktion.

## Handlung
König Tallious hat zwei Söhne, den noblen und heldenhaften Fabious sowie den faulen, stets kiffenden Thadeous. Bei der Feier anlässlich eines Sieges von Fabious über den bösen Zauberer Leezar stellt Fabious die von ihm befreite, jungfräuliche Belladonna als seine künftige Braut vor. Fabious bittet seinen Bruder, Trauzeuge bei seiner Hochzeit zu sein. Nachdem Thadeous jedoch mitbekommt, wie Fabious' Ritter über ihn lästern, erscheint er nicht zur Trauung. Stattdessen taucht Leezar auf und entführt Belladonna. Als Thadeous mit seinem Diener Courtney ins Schloss zurückkehrt, fordert sein Vater ihn auf, Fabious' Suche nach Belladonna zu unterstützen.
Von einem perversen Zauberer erfahren die beiden Brüder, dass Leezar König Tallious’ Reich übernehmen will. Dazu braucht er Belladonna, um gemäß einer alten Prophezeiung durch Sex mit ihr während einer besonderen Mondkonstellation unermessliche Macht zu erlangen. Töten können sie ihn nur mit dem Schwert des Einhorns, das sie mit einem magischen Kompass finden können. Ihre Reise wird jedoch durch Fabious' Diener Julian und die Ritter kompromittiert, die für den Zauberer arbeiten. Fabious schickt seinen mechanischen Vogel Simon nach Hause, der dem König vom Betrug der Ritter berichten soll, sodass dieser Verstärkung zu den beiden Brüdern schicken kann. Thadeous, Fabious und Courtney werden an einem Fluss von Nymphen gefangen genommen. Deren Anführer Marteetee bringt sie in eine Arena, wo Fabious Marteetees besten Kämpfer tötet. Als Strafe soll Fabious von einem Hydra-ähnlichen Monster getötet werden. Plötzlich werden sie jedoch von der Kämpferin Isabel gerettet, die ihren von Marteetee getöteten Vater rächen will. Nach der Flucht aus der Arena erfährt Thadeous, dass Isabel auch Leezar töten will. Thadeous verrät Isabel von ihrer Reise und dem magischen Kompass. Am Morgen ist Isabel mit dem Kompass verschwunden. Fabious ist wütend auf seinen Bruder und macht sich allein auf die Suche nach dem Schwert des Einhorns.
Thadeous und Courtney gehen stattdessen in ein Wirtshaus, wo sie Isabel finden und den Kompass abnehmen. Nachdem sie herausfinden, dass Fabious von Leezars Männern gefangen genommen wurde, überzeugt Thadeous Isabel zur Teilnahme an der Rettungsmission. Im Labyrinth des Minotauros wird die Gruppe getrennt. Thadeous findet das Schwert und kann den Minotaurus töten, nachdem dieser von Isabels Panflötenspiel besänftigt wurde. Thadeous kann das unzerstörbare Horn des Minotaurus nicht absägen und nimmt stattdessen dessen Penis als Trophäe mit sich. Zu ihrem Bedauern müssen Fabious und später auch Thadeous feststellen, dass der mechanische Vogel Simon abgefangen und zerstört wurde. Hilfe von zuhause ist dementsprechend also nicht zu erwarten.
In Leezars Schloss befreit das Trio Fabious und überreicht diesem das Schwert des Einhorns. Im finalen Endkampf tötet die Gruppe Julian und Boremont sowie Leezars drei Mütter. Mit dem Schwert des Einhorns gelingt es Fabious, auch Leezar zu töten, bevor dieser Belladonna vergewaltigen kann. Die Brüder kehren als Helden zurück nach Hause, während Isabel alsbald zu einem anderen Auftrag aufbricht.
Nach der Hochzeit von Fabious und Belladonna wird Thadeous jedoch von Isabel in seinen Schlafgemächern überrascht, die ihm ihre Liebe gesteht. Jedoch trägt Isabel einen Keuschheitsgürtel, den Thadeous nur öffnen kann, indem er eine Hexe tötet. Also begeben sich beide auf ihre nächste Abenteuerreise.

## Synchronisation
| Darsteller          | Deutscher Sprecher     | Rolle                       |
| ------------------- | ---------------------- | --------------------------- |
| Danny McBride       | Michael Iwannek        | Thadeous                    |
| James Franco        | Marcel Collé           | Fabious                     |
| Natalie Portman     | Manja Doering          | Isabel                      |
| Rasmus Hardiker     | Rainer Fritzsche       | Courtney                    |
| Toby Jones          | Axel Malzacher         | Julie                       |
| Justin Theroux      | Bernd Vollbrecht       | Leezar                      |
| Zooey Deschanel     | Anna Carlsson          | Belladonna                  |
| Charles Dance       | Kaspar Eichel          | König Tallious              |
| Damian Lewis        | Torsten Michaelis      | Boremont                    |
| Simon Farnaby       | Matthias Klages        | Manious                     |
| Noah Huntley        | Martin Kautz           | Head Knight                 |
| Mario Torres        | Hans-Jürgen Dittberner | Weißer Zauberer             |
| Charles Shaughnessy | Klaus-Dieter Klebsch   | Erzähler / Soul of the Maze |
| N. N.               | Matthias Klages        | Mann am Tisch               |
| N. N.               | Matthias Klages        | Zwerg #1                    |

## Rezeption
Die Kritiken für Your Highness fielen überwiegend negativ aus. Für die Time-Kritikerin Mary Pols gehörte der Film zu den 10 schlechtesten Filmen des Jahres 2011.

„Zotige Kiffer-Komödie als Parodie auf Ritter- und Historienfilme, die sich in erster Linie durch schlechten Geschmack und Gags unterhalb der Gürtellinie auszeichnet. Filmzitate verpuffen ebenso wie ein Auftritt von Natalie Portman.“

„Trotz angemessen hemmungslos chargierender Darsteller erweist sich „Your Highness“ aber letzten Endes als müdes Fantasy-Possenspiel mit blutigen Einlagen, das weder mit seinen derben Zoten, noch mit seinen Schwertkampf-Szenen ansprechend unterhält.“